# Hussein, Príncipe Herdeiro da Jordânia
Hussein bin Al Abdullah (em árabe: حسين بن عبد الله‎, Ḥusayn ibn ʿAbdullāh; Amã, 28 de junho de 1994) é o príncipe herdeiro da Jordânia como filho mais velho do rei Abdullah II e da rainha Rania, e portanto, membro da dinastia Hachemita, a família real da Jordânia desde 1921, e é considerado o descendente direto de 42ª geração do profeta islâmico Maomé. É casado, desde junho de 2023, com Rajwa Al Hussein e tem uma filha: Iman bint Al-Hussein.

## Biografia

### Início de vida
Hussein nasceu no dia 28 de junho de 1994 em Amã, o primeiro filho do então príncipe Abdullah e sua esposa Rania. Ele foi nomeado em homenagem ao seu avô paterno, o rei Hussein.
Não esperava-se que Abdullah sucedesse seu pai no trono, mesmo sendo o filho mais velho, já que o rei Hussein tinha nomeado seu irmão, o príncipe Hassan, como herdeiro. Entretanto, o rei Hussein substituiu Hassan por Abdullah pouco antes de morrer, em fevereiro de 1999. Seguindo o desejo do pai, Abdullah nomeou seu meio irmão, o príncipe Hamzah, como herdeiro logo depois de sua ascensão.
Abdullah retirou o título de Príncipe Herdeiro de Hamzah em 28 de novembro de 2004. Apesar do título ter ficado vacante, a constituição da Jordânia prevê a primogenitura agnática, significando que o filho mais velho do rei é automaticamente o primeiro na linha de sucessão, caso não exista nenhum decreto afirmando o contrário.
Hussein, assim, se tornou o herdeiro aparente de seu pai, com analistas acreditando que Abdullah logo concederia o título ao filho. Ele foi oficialmente nomeado Príncipe Herdeiro em 2 de julho de 2009, aos 15 anos de idade, através de um decreto real.

### Educação
Hussein começou sua educação primária na International School of Choueifat e na International Amman Academy, tendo terminado sua educação secundária na King's Academy em 2012. O príncipe foi depois aceito na Universidade de Georgetown, Washington, D.C., Estados Unidos, graduando-se em 2016 em História Internacional. Ele também se formou cadete na prestigiada Real Academia Militar de Sandhurst.

### Interesses pessoais
O príncipe herdeiro possui uma conta no Instagram com mais de 2,3 milhão de seguidores, onde posta fotos que mostram seus hobbies, que incluem leitura, jogos de futebol, motociclismo e tocar guitarra. "É a estrela em ascensão da família real da Jordânia e um dos nomes de uma nova geração de líderes que se adapta às tecnologias atuais para tornar o trono mais próximo do povo", escreveu a revista Sábado, de Portugal. "É um influenciador", escreveu a revista brasileira Glamurama.

## Funções oficiais

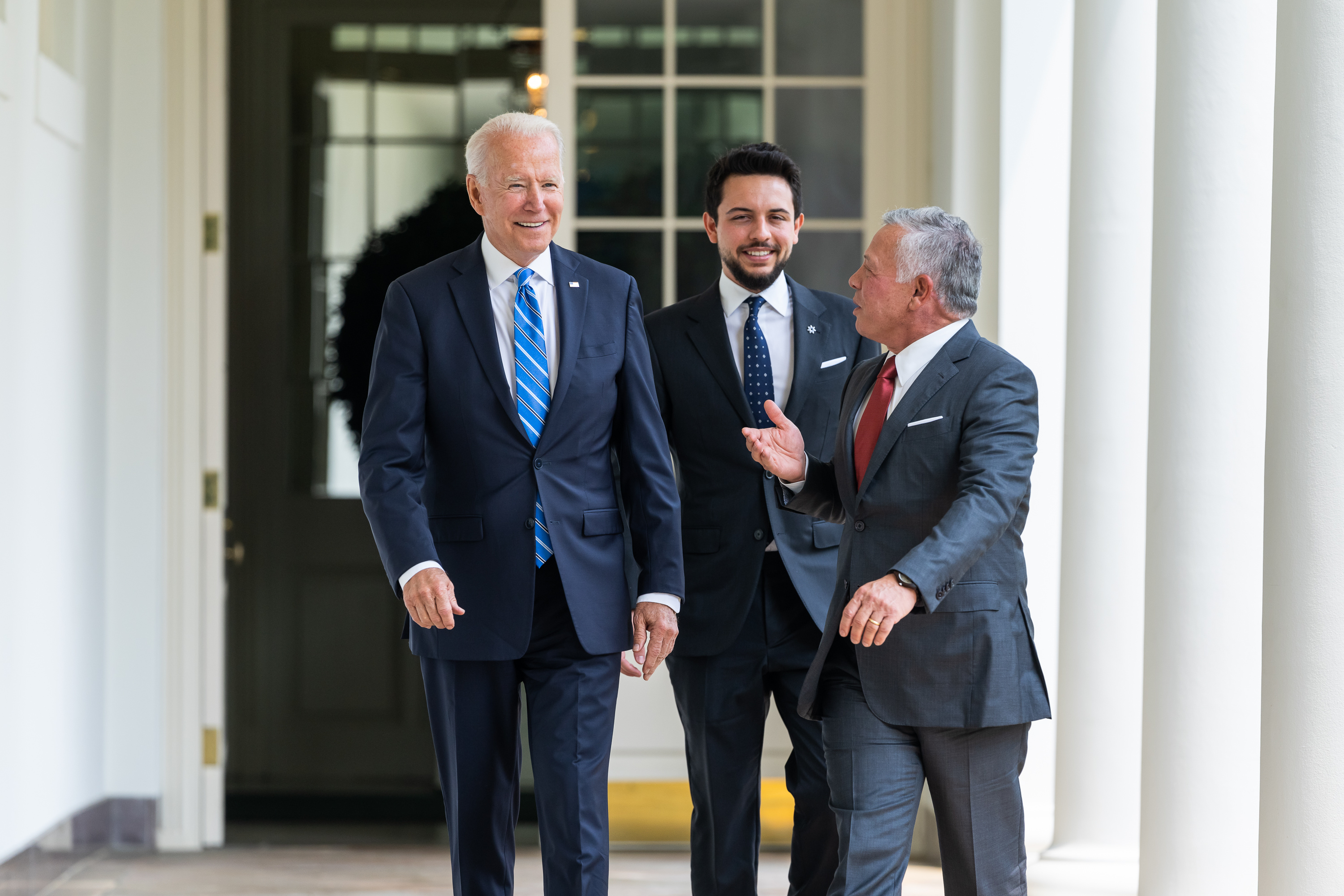
Hussein (atrás), com o pai (direita) e Joe Biden

Segundo o site da Corte Real Haxemita, Hussein acompanha seu pai em visitas e missões militares em todo país e no exterior, tendo já atuado como príncipe regente diversas vezes. Através de sua fundação, chamada Fundação Príncipe Herdeiro (em inglês: Crown Prince Foundation), Hussein mantém uma série de iniciativas: Haqiq Initiative, que visa ajudar os jovens do país a desenvolver seu potencial como líderes; NASA Internship Initiative, programa que envia jovens do país para cursos de internato na NASA; MASA, que incentiva jovens a desenvolver projetos de tecnologia espacial; Hearing Without Borders, programa que oferece tratamento para crianças surdas, através de cirurgias e reabilitação com especialistas.
Em abril de 2015, o príncipe presidiu o Conselho de Segurança da ONU, abrindo o debate sobre o papel da juventude no combate ao extremismo e na promoção da paz. Meses depois, por sua iniciativa, a Jordânia organizou o Fórum Global para a Juventude, Paz e Segurança (em inglês: Global Forum on Youth, Peace and Security).

### Regência
Em abril de 2022 a Corte Real Haxemita anunciou que o rei viajaria para a Alemanha para se submeter a uma cirurgia de hérnia de disco e que a regência seria exercida por seu filho mais velho, o Príncipe Herdeiro Hussein.
Desde então, Hussein assumiu a regência diversas vezes, sempre que o pai viaja para o exterior. 

## Carreira militar
O príncipe Hussein formou-se cadete na Real Academia Militar de Sandhurst, no Reino Unido, em agosto de 2017 e é primeiro-tenente das Forças Armadas Jordanianas.

## Noivado, casamento e filhos
A Corte Real Haxemita anunciou o noivado do príncipe com Rajwa Khaled bin Musaed bin Saif bin Abdulaziz Al Saif em 17 de agosto de 2022 e o casamento aconteceu em Amã em 1º de junho de 2023. 

Em 10 de abril de 2024 a Corte Real Haxemita anunciou que o casal esperava o primeiro filho, que nasceria no verão. A criança, uma menina, nasceu em 03 de agosto de 2024 e foi chamada Iman.  